# Thyrestra
Thyrestra là một chi bướm đêm thuộc họ Noctuidae.